# Huixquilucan
Huixquilucan är en kommun i centrala Mexiko, och är belägen i delstaten Mexiko. Kommunen ingår i Mexico Citys storstadsområde och hade 242 167 invånare vid folkmätningen 2010. Huixquilucans yta är 143 km². Administrativ huvudort är Huixquilucan de Degollado med 9 554 invånare (2010), men den är långt ifrån den folkrikaste orten i kommunen. Den sydvästra av staden Naucalpan de Juárez är belägen i kommunen, med bland annat det stora köpcentret 'Interlomas'.